# Kuwahara filter
桑原フィルタ（Kuwahara filter）は、画像処理において適応的なノイズ除去を目的とした非線形平滑化フィルタである。画像の平滑化に一般的に用いられるフィルタの多くは線形のローパスフィルタであり、ノイズを除去する一方でエッジもぼかしてしまう。一方、桑原フィルタはエッジを保持したまま平滑化を施すことが可能である。

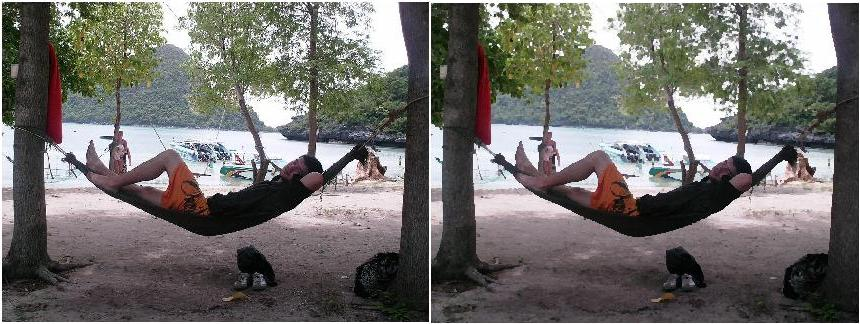
カラー画像に対応した修正版桑原フィルタによって、エッジをぼかすことなくノイズが効果的に除去されている。

このフィルタは日本の京都大学および大阪産業大学にて心筋の動的画像診断法の開発に従事していた博士・桑原道義にちなんで名付けられた。

## 桑原演算子

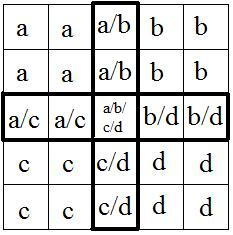
桑原フィルタで使用されるウィンドウ。中央の行と列の画素は複数の領域に属するため、領域間に重なりがある。

灰度画像 {\displaystyle I(x,y)} において、画像内の点 {\displaystyle (x,y)} を中心とするサイズ {\displaystyle 2a+1} の正方ウィンドウを考える。このウィンドウを4つの小さい正方領域 {\displaystyle Q_{i=1\cdots 4}} に分割する：
{\displaystyle Q_{i}(x,y)={\begin{cases}\left[x,x+a\right]\times \left[y,y+a\right]&{\mbox{ if }}i=1\\\left[x-a,x\right]\times \left[y,y+a\right]&{\mbox{ if }}i=2\\\left[x-a,x\right]\times \left[y-a,y\right]&{\mbox{ if }}i=3\\\left[x,x+a\right]\times \left[y-a,y\right]&{\mbox{ if }}i=4\\\end{cases}}}
ここで、{\displaystyle \times } はデカルト積を表す。領域間の境界上にある画素は複数の領域に含まれるため、領域間にわずかな重なりがある。
各領域について算術平均 {\displaystyle m_{i}(x,y)} と標準偏差 {\displaystyle \sigma _{i}(x,y)} を計算し、中央画素の出力値を決定する。桑原フィルタの出力 {\displaystyle \Phi (x,y)} は、次のように定義される：
{\displaystyle \Phi (x,y)=m_{i}(x,y)\quad {\text{where}}\quad i=\operatorname {arg\min } _{j}\sigma _{j}(x,y)}
すなわち、中央画素の出力値は最も均質な（標準偏差が最小の）領域の平均値となる。画素の位置がエッジに対してどの側にあるかによって、どの領域の標準偏差が小さくなるかが決まり、結果として中央画素が暗い側または明るい側の平均値を取る傾向がある。エッジ上にある場合は、より滑らかでテクスチャの少ない領域が選ばれる。このように、各領域の均質性を考慮することでエッジ保持が可能となり、平均値の利用によって平滑化が実現される。
桑原フィルタはメディアンフィルタと同様にスライディングウィンドウ方式で画像全体に適用される。ウィンドウサイズは事前に設定され、最終画像におけるぼかしの強さに応じて選択される。一般にウィンドウは奇数サイズの正方形が用いられるが、長方形や非対称の領域を用いるバリエーションも存在する。

## カラー画像への適用
カラー画像に対して、各RGBチャンネルに対して個別に桑原フィルタを適用し、その後それらを結合すると、チャンネル間で最小標準偏差を持つ領域が異なる場合があり、結果として色情報に破綻やエッジのぼやけが生じる。この問題を回避するために、カラー画像に対しては修正された桑原フィルタを使用する。まず画像をHSV色空間に変換し、"Value"成分（輝度）に基づいて各領域の分散を計算する。最も輝度の標準偏差が小さい領域を選択し、その領域からRGB各チャンネルの平均値を取得して出力画素を決定する。これにより、中央画素のRGB値が一貫した領域から得られるため、色の破綻を回避できる。
ImageMagick ではこれと類似の手法が用いられており、Rec. 709 Lumaを輝度成分として使用している。

## 応用
桑原フィルタはもともと心臓血管系のRI-アンギオ画像処理のために提案された。エッジを保持したまま平滑化できる特性により、特徴抽出やセグメンテーションなど、特に医用画像処理において有用である。
また、テクスチャを除去し、エッジを強調する性質から、芸術的画像処理やファインアート写真においても広く利用されており、絵画風の効果を生み出すために応用されている。
さらに、近年では機械学習におけるクラスタリング手法に桑原フィルタの修正版が使用される例も報告されている。

## 欠点と制限
桑原フィルタには以下のような欠点がある：
1. 複数の領域の標準偏差が等しい場合、どちらを選ぶかがノイズに左右される可能性がある。例えば、異なる平均値を持つ領域でも標準偏差が等しいことがあり、こうした場合には出力が不安定になる。この問題に対処するために、標準偏差の差がしきい値 {\displaystyle D} 以下の場合には平均値を {\displaystyle (m_{1}+m_{2})/2} に設定する手法が提案されている。

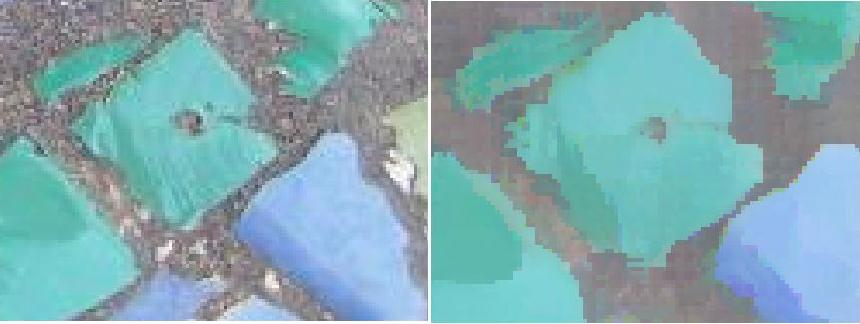
桑原フィルタによって生じるブロックアーティファクト。

2. 桑原フィルタによって生じるブロックアーティファクト。画像の高テクスチャ領域ではブロックアーティファクトが発生し、画質に悪影響を及ぼす。これはウィンドウが正方領域に分割されていることに起因する。これに対処するため、円形ウィンドウや非矩形領域による拡張手法が提案されている。

## 拡張手法
桑原フィルタの成功により、エッジを強調しつつ平滑化を行う各種の拡張フィルタが提案されている。
- P. Bakker による「一般化桑原フィルタ」は、各ウィンドウに信頼度を割り当て、信頼度が最大のウィンドウの推定値を使用することでノイズへの耐性とブロックアーティファクトの解消を実現する。
- M.A. Schulze による「最小分散平均(MLV)フィルタ」は、すべての {\displaystyle d\times d} 領域（{\displaystyle d^{2}} 個）から最小分散のものを選ぶ点で、桑原フィルタの4領域選択とは異なる。
- K. Bartyzel による「適応的桑原フィルタ」は、局所的画像特性に応じて各領域のウィンドウサイズを動的に変更し、最適な平滑化を実現する。
- J. E. Kyprianidis によるフィルタは、より均質な領域に高い重みを与えた局所平均の加重和を出力とする手法であり、滑らかな抽象化が可能である。